# Liste der Bodendenkmäler in Schwangau
Auf dieser Seite sind die Bodendenkmäler in der schwäbischen Gemeinde Schwangau zusammengestellt. Diese Tabelle ist eine Teilliste der Liste der Bodendenkmäler in Bayern. Grundlage ist die Bayerische Denkmalliste, die auf Basis des Bayerischen Denkmalschutzgesetzes vom 1. Oktober 1973 erstmals erstellt wurde und seither durch das Bayerische Landesamt für Denkmalpflege geführt wird. Die folgenden Angaben ersetzen nicht die rechtsverbindliche Auskunft der Denkmalschutzbehörde.

## Bodendenkmäler der Gemeinde Schwangau

### Gemarkung Rieden am Forggensee
| Lage                            | Objekt                                         | Akten-Nr.     | Bild |
| ------------------------------- | ---------------------------------------------- | ------------- | ---- |
| Rieden am Forggensee (Standort) | Straße der römischen Kaiserzeit (Via Claudia). | D-7-8330-0003 |      |

### Gemarkung Schwangau
| Lage                 | Objekt | Akten-Nr.     | Bild                    |
| -------------------- | --- | ------------- | ----------------------- |
| Schwangau (Standort) | Station des Spätpaläolithikums sowie des frühen und späten Mesolithikums.                                                                                                  | D-7-8330-0039 |                         |
| Schwangau (Standort) | Station des Spätmesolithikums und Siedlung des Altneolithikums. | D-7-8330-0058 |                         |
| Schwangau (Standort) | Station des Spätmesolithikums. | D-7-8330-0061 |                         |
| Schwangau (Standort) | Station des Spätmesolithikums. | D-7-8330-0062 |                         |
| Schwangau (Standort) | Station der Steinzeit. | D-7-8330-0067 |                         |
| Schwangau (Standort) | Station der Steinzeit. | D-7-8330-0069 |                         |
| Schwangau (Standort) | Station des Spätmesolithikums, Siedlung des Altneolithikums, Brandopferplatz der Spätlatènezeit und der römischen Kaiserzeit.                                              | D-7-8330-0082 |                         |
| Schwangau (Standort) | Station des Mesolithikums. | D-7-8430-0016 |                         |
| Schwangau (Standort) | Station des Mesolithikums. | D-7-8430-0017 |                         |
| Schwangau (Standort) | Körpergräber vor- und frühgeschichtlicher oder mittelalterlicher Zeitstellung.                                                                                             | D-7-8430-0021 |                         |
| Schwangau (Standort) | Siedlung und Brandgräber der römischen Kaiserzeit. | D-7-8430-0022 |                         |
| Schwangau (Standort) | Reihengräber des Frühmittelalters. | D-7-8430-0023 |                         |
| Schwangau (Standort) | Abschnittsbefestigung vor- und frühgeschichtlicher Zeitstellung. | D-7-8430-0025 |                         |
| Schwangau (Standort) | Mittelalterlicher Burgstall. | D-7-8430-0026 | weitere Bilder          |
| Schwangau (Standort) | Villa rustica römischen Kaiserzeit, teilweise unter Schutzbauten konserviert und museal aufbereitet.                                                                       | D-7-8430-0027 | weitere Bilder          |
| Schwangau (Standort) | Bergbauareal vor- und frühgeschichtlicher Zeitstellung. | D-7-8430-0030 |                         |
| Schwangau (Standort) | Bergbauareal mittelalterlicher und frühneuzeitlicher Zeitstellung. | D-7-8430-0031 |                         |
| Schwangau (Standort) | Bergbauareal mittelalterlicher und frühneuzeitlicher Zeitstellung. | D-7-8430-0032 |                         |
| Schwangau (Standort) | Bergbauareal mittelalterlicher und frühneuzeitlicher Zeitstellung. | D-7-8430-0033 |                         |
| Schwangau (Standort) | Burgstall des Mittelalters. | D-7-8430-0037 | Burgstall D-7-8430-0037 |
| Schwangau (Standort) | Mittelalterliche und frühneuzeitliche Befunde im Bereich der Katholischen Pfarrkirche St. Maria und Florian in Waltenhofen und ihrer Vorgängerbauten.                      | D-7-8430-0043 |                         |
| Schwangau (Standort) | Mittelalterliche und frühneuzeitliche Befunde im Bereich des bestehenden Schlosses Hohenschwangau.                                                                         | D-7-8430-0045 |                         |
| Schwangau (Standort) | Mittelalterliche und frühneuzeitliche Befunde im Bereich des bestehenden Schlosses Neuschwanstein.                                                                         | D-7-8430-0046 |                         |
| Schwangau (Standort) | Mittelalterliche und frühneuzeitliche Befunde im Bereich der Katholischen Filialkirche St. Georg in Schwangau.                                                             | D-7-8430-0060 |                         |
| Schwangau (Standort) | Mittelalterliche und frühneuzeitliche Befunde im Bereich der Katholischen Filial- und Wallfahrtskirche St. Koloman bei Schwangau, darunter frühneuzeitlicher Pestfriedhof. | D-7-8430-0061 |                         |